# 自由民主党本部放火襲撃事件
自由民主党本部放火襲撃事件（じゆうみんしゅとうほんぶほうかしゅうげきじけん）とは、革命的共産主義者同盟全国委員会（中核派）の非公然組織である「人民革命軍」が、火炎放射器によって自由民主党の本部ビルに放火した事件である。

## 事件の概略
1984年（昭和59年）9月19日午後7時35分ごろ、東京都千代田区永田町にある自由民主党本部裏の中華料理店駐車場に、某運送会社の配達車に偽装した2台の小型トラックが停車した。
30歳前後の運転手の男性が、店員に対し「宅配便です。印鑑をお願いします」と話しかけたため、店員は店の奥にある印章を取りに行った。
その間に、数人が駐車した偽造ナンバープレートのトラックの荷台に積み込んでいた火炎放射器を操作して、自民党本部北側3階に向けて火炎放射した。
犯人らはライトバンで逃走し、その後車ごと作業服とともに焼き捨てる証拠隠滅を図っていた。なお、火炎放射器の下の箱には「中核派」と書いていた。
この火炎放射器は、液化石油ガスの入った高圧ガスが可燃性の液体を噴射し、それに着火した火炎を放射する仕組みで、火炎放射ノズルは、自在に角度を変えることができる仕組みになっていた。これによって発生した火災により、自民党本部の北側3階から7階が類焼し、党事務局や会議室など約520平方メートルが焼失した。
折しも、党総裁選挙を控えており、2階にあった選挙人名簿などの書類を搬出するため、党本部職員だけでなく党所属の国会議員まで駆け付けるなど騒然となり、被害額は10億円にも及んだ。なお自民党本部へは、火炎瓶が投げ込まれたり、発火装置を玄関に置かれた事はあったが、放火されたのは初めてであった。
この事件現場で、法務大臣の住栄作が、消火活動に当たっていた衆議院議員の浜田幸一を見て、「マッチポンプみたいな真似しやがって」と発言し、その場で浜田に殴打された（法相殴打事件）。後日、住は浜田に発言は不適当だったと謝罪した。

## 犯人グループ
事件直後に一部報道機関に「救国霊団」を名乗る男から「戦後ポツダム体制に対する報復である。昭和維新断行万歳」と新右翼のような電話があったが、これは偽装工作と見られている。また現場付近では、警察無線を妨害するためと見られる妨害電波が発信されており、警視庁の連絡がつきにくかった。
午後9時過ぎに、革共同中核派の非公然軍事組織「革命軍」が、「中核派革命軍は、本日、自民党本部を襲撃し大炎上させた。この戦いは自民党中曽根政権の圧政に飽き、三里塚二期着工声明に対する二期絶対実力阻止の鉄の回答である」などと都内の報道機関に対して犯行声明を出した。事件の翌日午前には、法政大学と横浜国立大学の構内で、中核派が犯行を認めるビラがばら撒かれた。
用意周到に準備された犯行であり、三里塚芝山連合空港反対同盟北原派を支援する中核派による成田空港関連施設に対するテロリズムはその後も継続され、国会議員事務所や千葉県知事の私邸なども標的となった。

## 裁判
犯行グループを中核派と断定し、警視庁公安部は中核派の活動拠点になっている前進社など捜索したが、実行犯を割り出すことは難航した。被疑者として中核派活動家の男性F（逮捕時40歳）を1985年4月28日に逮捕し、一人を指名手配（逮捕できず）し、1987年1月に主犯としてY（逮捕時37歳）を逮捕したが、Yについては、放火事件への関与を実証するだけの証拠を得られず、処分保留で釈放されている。
Fは、実行犯の逃走を手助けした放火の共謀共同正犯として起訴されたが、Fは事件当日のアリバイがあると無罪を主張し、裁判は紛糾した。東京地方検察庁の検察官の冒頭陳述によれば、Fは実行犯の逃走を手助けし、火炎放射器製造の準備をしたと主張したが、具体的な役割を特定しなかった。
これは、Fの自白が得られなかったこともあるが、検察が有罪とする証拠は、前者は現場近くで警察官が、逃走車とみられるライトバンの助手席にFを見たという目撃証言、後者は8月2日にFに似た男が、大量の圧力調節器を購入していたという電気店の従業員の証言が、唯一の有罪証拠であった。それに対しFは、事件当日は埼玉県で開催されていた学習会に出席しており、ホテルに宿泊していたとして、ホテルの領収書と宿泊者名簿を証拠として、裁判所に提出した。中核派は、1988年9月に本事件担当裁判官が居住する宿舎内の車両を放火する事件を起こしている。
東京地方裁判所は、1991年2月になって保釈保証金1,500万円でFの保釈を認めた。これに対し検察側は準抗告したが裁判所は「検察はFがいつどこでだれと放火を共謀したか十分実証していない」として退けた。
検察はFに懲役10年を求刑したが、1991年6月27日に一審判決は無罪を言い渡した。電気店の従業員の証言は信用できるが、購入した部品が犯行に使われたという証拠がなく、警官の証言は暗闇の中でFと認識できたのか疑問であり、また、Fのアリバイには「不自然、不都合な点も少なくないが、虚偽とまではいえず」として、結論として、この放火事件における「Fの役割は特定できない」、としたものであった。
東京地方検察庁は「事実誤認」として控訴したが、二審の東京高等裁判所は1994年12月2日に「自白も物証もなく、目撃証言で有罪とする事実認定はできない」として棄却し、東京高等検察庁は上告しなかった為、12月16日にFの無罪は確定した。

## その他
- 火炎瓶による自民党本部襲撃は1976年11月4日にも行われている。この際は本部前の路上で火炎瓶が破裂、炎上したが速やかに消火されている[11]。
- 上記事件以外に火炎瓶による自民党本部襲撃が2024年10月19日にも発生した[12]。この事件では警察車両の前部が燃焼した。また、犯人は自民党本部襲撃後首相官邸を襲撃しようと車で突っ込んだ[12]。